# Trabelshof
Trabelshof (fränkisch: Trablertshof) ist ein Gemeindeteil der Gemeinde Wilhelmsdorf im Landkreis Neustadt an der Aisch-Bad Windsheim (Mittelfranken, Bayern). Trabelshof liegt in der Gemarkung Ebersbach.

## Geografie
0,25 km nördlich des Weilers liegen die Trabelhofteiche, 0,5 km südöstlich das Waldgebiet Bastei und nordwestlich der Buchranken. Im Westen grenzt das Waldgebiet Bettelhütlein an. Die Kreisstraße NEA 11/ERH 15 führt an Oberalbach vorbei nach Brunn (3 km südwestlich) bzw. nach Oberreichenbach (0,9 km nordöstlich).

## Geschichte
Der Ort wurde um 1136 als „Trageboldestorf“ erstmals urkundlich erwähnt.
Gegen Ende des 18. Jahrhunderts bestand Trabelshof aus einem Anwesen. Das Hochgericht übte das brandenburg-bayreuthische Fraischvogteiamt Emskirchen-Hagenbüchach aus. Der Hof hatte das bambergische Amt Herzogenaurach als Grundherrn.
Im Geographischen statistisch-topographischen Lexikon von Franken (1802) wird der Ort folgendermaßen beschrieben:

„Trabelshof, Einzeln im Bambergischen Amte Herzogenaurach, unter Bayreuthischer Zent, dem Hochstifte steuer- und dem Kastenamte Herzogenaurach lehenbar. Obschon mit der Gemeinde Oberreichenbach, welche die Trabelshofer Felder mit ihren Schaafen zu betreiben gehalten waren, ein nachtheiliger und höchster Orten noch nicht genehmigter Vergleich von der vorletzten Trabelshofbesitzerin eingegangen worden ist; so liefert dennoch dieser Hof das reinste und beste Korn auf den Kastenboden, indem es sandige Gegend ist.
Zu bemerken ist, daß annoch in diesem Jahrhunderte der Emskirchner Zentbeamte dem Herzogenauracher Territorialbeamten zugeschrieben habe: „Was in den Gebäuden des Trabelshofs auch an Schändhändeln vorfällt, das gehet mich nicht an; sondern was nur ausser den Hofgebäuden vorgehet.““

Im Rahmen des Gemeindeedikts wurde Trabelshof dem 1811 gebildeten Steuerdistrikt Oberreichenbach und der 1813 gegründeten Ruralgemeinde Oberreichenbach zugeordnet. Mit dem Zweiten Gemeindeedikt (1818) wurde es in die neu gegründete Ruralgemeinde Ebersbach umgemeindet. Am 1. Juli 1971 wurde Trabelshof im Zuge der Gebietsreform in Bayern nach Wilhelmsdorf eingemeindet.

### Baudenkmal
- Haus Nr. 1: Wohnhaus[10]

### Einwohnerentwicklung
| Jahr      | 001818 | 001840 | 001861 | 001871 | 001885 | 001900 | 001925 | 001950 | 001961 | 001970 | 001987 | 002020 |
| Einwohner | 15     | 23     | 23     | 16     | 19     | 19     | 9      | 20     | 14     | 15     | 7      | 9      |
| Häuser    | 4      | 3      |        |        | 4      | 2      | 1      | 2      | 3      |        | 3      |        |
| Quelle    | [ 12 ] | [ 13 ] | [ 14 ] | [ 15 ] | [ 16 ] | [ 17 ] | [ 18 ] | [ 19 ] | [ 20 ] | [ 21 ] | [ 22 ] | [ 1 ]  |

## Religion
Der Ort ist seit der Reformation evangelisch-lutherisch geprägt und bis heute nach St. Kilian (Emskirchen) gepfarrt.